# Alseuosmia ligustrifolia
Alseuosmia ligustrifolia är en tvåhjärtbladig växtart som beskrevs av Allan Cunningham. Alseuosmia ligustrifolia ingår i släktet Alseuosmia och familjen Alseuosmiaceae. Inga underarter finns listade i Catalogue of Life.